# فالات
بلدية فالات (بالإسبانية: Vallat)‏، هي إحدى بلديات مقاطعة كاستيلون التي تقع في منطقة بلنسية، في شرق إسبانيا.
يبلغ عدد سكانها 69 نسمة وفقاً لإحصائية سنة (2006).